# IPadOS 17
IPadOS 17 is een besturingssysteem voor iPads dat is ontwikkeld door Apple Inc. en uitgebracht op 18 september 2023.

## Beschrijving
IPadOS 17 introduceert een aanpasbaar toegangsscherm, dat werd geïntroduceerd met iOS 16, een Gezondheids-app, en pdf-bestanden kunnen bewerkt worden met een Apple Pencil.
Ook is het mogelijk om interactieve widgets op het toegangsscherm te plaatsen, bijvoorbeeld voor het tonen van het weer, afspelen van muziek of andere functies. Verbeteringen zijn aangebracht aan onder meer Stage Manager, Siri, Notities en Mail.

## Ondersteuning
Alle apparaten met een Apple A10-processor en nieuwer worden ondersteund binnen iPadOS 17. Hierdoor kwam ondersteuning voor de iPad vijfde generatie en eerste generatie iPad Pro's te vervallen.
- iPad Air (derde generatie)
- iPad Air (vierde generatie)
- iPad Air (vijfde generatie)
- iPad (zesde generatie)
- iPad (zevende generatie)
- iPad (achtste generatie)
- iPad (negende generatie)
- iPad (tiende generatie)
- iPad mini (vijfde generatie)
- iPad mini (zesde generatie)
- iPad Pro (tweede generatie en nieuwer)